# Амерички фудбал у Србији
Амерички фудбал у Србији појављује се почетком двадесет и првог века. Први клуб, Сирмијум лиџонарси из Сремске Митровице основан је 2002. године. Данас у Србији има 36 екипа који учествују у домаћим, регионалним и европским такмичењима.
Репрезентација Србије у америчком фудбалу је основана 2003. године када је одиграла свој први меч. Такмичи се на Европском првенству Б дивизије.

## Историјат
Први клуб који је основан у Србији су Сирмијум Лиџонарси из Сремске Митровице основани 2002. године. Затим су основане и екипе: Вајлд борси Крагујевац, Вукови Београд, Пантерси Панчево и Стидси Ниш чиме је створена могућност да се одигра прва сезона под организацијом савеза (СААФ) који је формиран 2003. године. Прва лига је одиграна 2004. године и учешће је узело 5 тимова: Сирмијум Лиџонарси, Вајлд борси Крагујевац, Вукови Београд, Пантерси Панчево, Стидси Ниш. Због мањка финансијских средстава, што ће се у будућности показати као хронични недостатак, та прва лига је одиграна без опреме. Четири тима из Србије који су набавили опрему за амерички фудбал укључују се 2006. године у СЕЛАФ лигу, регионалну лигу која обухвата југоисточну Европу. Ти клубови су Дјукси Нови Сад, Вајлд борси Крагујевац, Вукови Београд и Сирмијум лиџонарси. Осталих 11 тимова који нису имали опрему одиграли су лигу без опреме тако што су тимови подељени у две групе, север и југ, према географском положају. Следеће године, 2007. одиграна је прва лига са опремом, док је напоредо са њима 7 тимова без опреме одиграло последњу лигу без опреме у Србији. Од 2008. сви тимови који се такмиче у Србији поседују потребну опрему. Правила по којима се игра амерички фудбал у националном првенству нису по НФЛ правилима, већ по НЦАА правилима, тј. правилима која важе за америчку колеџ лигу која се разликује у појединостима од професионалне америчке лиге.
Године 2008. долази до раскола унутар САФС-а и самим тим формирају се два паралелна савеза, САФС који су мање-више предводили Крагујевац Вајлд борс и Београд Блу драгонс и СААФ који су формирали Вукови Београд и Нови Сад Дјукс заједно са још неколико клубова. Срећом, тај период је кратко трајао, тако да се од сезоне 2011. клубови поново уједињују у оквиру једног савеза. У овој сезони учешће у такмичењу је узело 20 клубова, подељених у 3 дивизије - Центар, Север и Југ. Шампион Србије постала је екипа Вукови Београд. Они су у финалу савладали у Крагујевцу домаћу екипу Вајлд Борс у узбудљивој утакмици пуној преокрета пред више од 1000 гледалаца.
И наредне три године настављена је доминација Вукова који су освојили првенство 2012, 2013. и 2014. године. Дјукси су у сезони 2015. успели да прекину успешан низ Вукова победом у финалу 25:23 и тако први пут у историји постали прваци Србије. Наредне четири сезоне прво место су освајили Дивљи вепрови из Крагујевца, који су три пута у Сербијан Боулу побеђивали београдске Вукове и једном новосадске Војводе.

## Такмичења

### Такмичења у Србији
| САФС лига | САФС лига              | САФС лига              | САФС лига |
| Сезона    | Првак                  | Вицепрвак              | Резултат  |
| --------- | ---------------------- | ---------------------- | --------- |
| 2004.     | Вајлд борси Крагујевац | Вукови Београд         | 21 : 6    |
| 2005.1    | Вукови Београд         | Вајлд борси Крагујевац | 20 : 6    |
| 2006.     | Вајлд борси Крагујевац | Вукови Београд         | 23 : 12   |
| 2007.     | Вукови Београд         | Дјукси Нови Сад        | 25 : 15   |
| 2008.     | Вајлд борси Крагујевац | Вукови Београд         | 39 : 33   |
| 2009.2    | Вајлд борси Крагујевац | Блу драгонси Београд   | 67 : 33   |
| 2010.2    | Вајлд борси Крагујевац | Ејнџел вориорси Чачак  | 69 : 26   |

Напомена:
1 Првенство Србије 2005. године играно је по куп систему.
2 У сезонама 2009. и 2010. у САФС лиги нису играли Вукови Београд, Дјукси Нови Сад и још неки клубови већ су наступали у СААФ лиги.
| СААФ лига 3 | СААФ лига 3    | СААФ лига 3     | СААФ лига 3 |
| Сезона      | Првак          | Вицепрвак       | Резултат    |
| ----------- | -------------- | --------------- | ----------- |
| 2009.       | Вукови Београд | Дјукси Нови Сад | 46 : 0      |
| 2010.       | Вукови Београд | Дјукси Нови Сад | 40 : 2      |

Напомена:
3 Године 2008. дошло је до раскола унутар САФС-а, тако да су неки клубови, попут Београд вукова и Нови Сад дјукса иступили из САФС лиге и основали нову - СААФ лигу.
| СААФ Прва лига Србије | СААФ Прва лига Србије  | СААФ Прва лига Србије  | СААФ Прва лига Србије |
| Сезона                | Првак                  | Вицепрвак              | Резултат              |
| --------------------- | ---------------------- | ---------------------- | --------------------- |
| 2011.                 | Вукови Београд         | Вајлд борси Крагујевац | 51 : 36               |
| 2012.                 | Вукови Београд         | Вајлд борси Крагујевац | 35 : 24               |
| 2013.                 | Вукови Београд         | Вајлд борси Крагујевац | 42 : 0                |
| 2014.                 | Вукови Београд         | Вајлд борси Крагујевац | 27 : 17               |
| 2015.                 | Дјукси Нови Сад        | Вукови Београд         | 25 : 23               |
| 2016.                 | Вајлд борси Крагујевац | Вукови Београд         | 53 : 29               |
| 2017.                 | Вајлд борси Крагујевац | Дјукси Нови Сад        | 24 : 16               |
| 2018.                 | Вајлд борси Крагујевац | Вукови Београд         | 54 : 36               |
| 2019.                 | Вајлд борси Крагујевац | Вукови Београд         | 60 : 55               |

### Регионалне лиге

#### ЦЕФЛ лига
Поред такмичења у домаћој лиги, српски клубови се такмиче и у регионалним лигама. Четири тима из Србије, Сирмијум лиџонарси, Вајлд борси Крагујевац, Вукови Београд и Дјукси Нови Сад који су набавили опрему за амерички фудбал укључују се 2006. године у СЕЛАФ лигу (данас ЦЕФЛ лига), регионалну лигу која обухвата клубове из југоисточне Европе. Поред њих су у првој сезони учествовали и Силверхокси Љубљана. Српски клубови заузели су прва четири места, а у финалу на стадиону Чика Дача састали су се Валјд борси и Вукови. Крагујевчани су славили са 23:12 и постали први шампиони ЦЕФЛ лиге.
Следеће сезоне лигу су напустили Сирмијум лиџонарси, а уместо њих су се прикључили аустријски ЦНЦ гладијаторси и Вулвси Будимпешта. Прошлогодишњи шампиони Вајлд борси завршили су сезону са седам пораза. За разлику од прве сезоне, ове године се играло и полуфинале четири најбоље пласиране екипе. Вулвси Будимпешта су победили Дјуксе Нови Сад 21:14, а Вукови Београд ЦНЦ гладијаторсе са 28:3. У финалу на Ади, Вукови Београд су победили Вулвсе из Будимпеште пред 700 гледалаца. Вулвси су водили са 27:13, минут и четрдесет секунди пре краја, али је онда уследио преокрет и београдски Вукови су победили са 28:27 и постали прваци лиге.
У сезони 2008. лига је бројала 8 клубова. Крагујевчани су напустили такмичење, а лиги су се прикључили Каубојси Будимпешта, Монархси Братислава, Тандери Загреб. У полуфиналу су се сатали прошлогодишњи финалисти, а победили су Вукови Београд са 21:7, док су у другом полуфиналу ЦНЦ гладијаторси победили новосадске Дјуксе са 28:21. У финалу аустријанци су победили Вукове са 14:8.
Сезона 2009 је такође бројала 8 клубова, али је дошло до једне промене. Монархси Братислава су напустили такмичење, а заменили су их аустријски Блу девилси Синеплекс. Вукови београд и Блу девилси су завршили регуларни део такмичења са скором 7:1 и након победа у полуфиналу, играли су у финалу у Београду. Вукови су победили 39:20 и други пут постали прваци регионалне лиге.
У сезони 2010. лига је смањена на 4 клубова што ће бити пракса и убудуће. Лигу су сачињавале екипе Вукови Београд, Дјукси Нови Сад, Силверхокси Љубљана и Вулвси Будимпешта. Вукови су регуларни део завршили са савих 6 победа, у финалу су Иванчној Горици победили Силверхоксе са 42:20.
Следеће сезоне Дјуксе су заменили дебитанти Кавалирси Истанбул. Вукови се регуларни део завршили са скором 5–1, а у великом финалу су као гости савладали Вулвсе са 34:33 и тако освојили своју четврту титулу.
У финалу 2012. године београдске Вукове савладала је екипа Љубљана Силверхокс резултатом 34:21. Вукови су следеће сезоне вратили титулу у своје редове када су у утакмици за првака Србије и ЦЕФЛ лиге савладали вечите ривале Дивље вепрове Крагујевац са 42:0. 2014. године Вукови су одбранили титулу и реванширали се за пораз Силверхоксима две године раније победом 27:17.
Године 2015. Војводе из Новог Сада освојили су прву титулу шампиона Србије и ЦЕФЛ лиге када су били бољи од Вукова резултатом 25:23.
Од 2016. године примат преузимају тимови из Аустрије. Своју прву титулу те године осваја екипа Џајантса из Граца која је савладала Вукове са 52:49. Наредне три године трофеј је односила екипа Сварко Рејдерс: 2017. савладали су Дивље вепрове са 55:20, 2018. су били бољи од Коч Ремса из Истанбула са 49:20, а у узбудљивој завршници 2019. године победили су швајцарски тим Каланда Бронкос.

##### Шампиони ЦЕФЛ лиге
- 2006. -  Вајлд борси Крагујевац
- 2007. -  Вукови Београд
- 2008. -  ЦНЦ Гладијаторси
- 2009. -  Вукови Београд
- 2010. -  Вукови Београд
- 2011. -  Вукови Београд
- 2012. -  Силверхокс Љубљана
- 2013. -  Вукови Београд[7]
- 2014. -  Вукови Београд'[8]
- 2015. -  Војводе Нови Сад
- 2016. -  Џајантс Грац
- 2017. -  Сварко Рејдерс Тирол
- 2018. -  Сварко Рејдерс Тирол
- 2019. -  Сварко Рејдерс Тирол

#### ААФЛ лига
ААФЛ лига (Аlpe Adria Football League) је лига америчког фудбала за тимове из јужне Европе. У лиги се такмиче клубови из Хрватске, Словеније, Србије и БиХ. Лига је основана 2013. године. Прве сезоне нису учествровали клубови из Србије, да би 2014. дебитовали Сирмијум лиџонарси. У сезони 2015. учествоваће три екипе из Србије:Сирмијум лиџонарси, Блу драгонси Београд и Пантерси Панчево.

#### ЦЕИ Интерлига
ЦЕИ Интерлига је лига америчког фудбала за тимове из Јужне и Централне Европе. Тренутно се у лиги такмиче тимови из Србије, Мађарске и Словачке.
Шампиони:
- 2011. -  Шаркси Ђер[9]
- 2012. -  Тајгерси Њиређхаза[10]
- 2013. -  Монархси Братислава[11]
- 2014. -  Пантерси Панчево[12]

## Клубови

### Мушкарци

#### Клубови који се такмиче у сезони 2019
| Клуб                     | Место      | Основан | Домаћа лига       | Регионална лига |
| ------------------------ | ---------- | ------- | ----------------- | --------------- |
| Дивљи вепрови Крагујевац | Крагујевац | 2003.   | Прва лига Србије  | ЦЕФЛ лига       |
| Вукови Београд           | Београд    | 2003.   | Прва лига Србије  | ЦЕФЛ куп        |
| Црни стршљени Јагодина   | Јагодина   | 2013.   | Прва лига Србије  | /               |
| Вајлд Дoгс Нови Сад      | Нови Сад   | 2013.   | Прва лига Србије  | /               |
| Инђија Индијанци         | Инђија     | 2006.   | Прва лига Србије  | /               |
| Плави змајеви Београд    | Београд    | 2003.   | Прва лига Србије  | /               |
| Бикови Банат             | Панчево    | 2003.   | Друга лига Србије | /               |
| Пастуви Пожаревац        | Пожаревац  | 2003.   | Друга лига Србије | /               |
| Мамути Кикинда           | Кикинда    | 2009.   | Друга лига Србије | /               |
| Пирати Земун             | Земун      | 2013.   | Друга лига Србије | /               |
| Клек Витезови            | Клек       | 2005.   | Друга лига Србије | /               |
| Краљевске круне Краљево  | Краљево    | 2004.   | Арена лига Србије | /               |
| Императори Ниш           | Ниш        | 2006.   | Арена лига Србије | /               |
| Хокс Обреновац           | Обреновац  | 2013.   | Арена лига Србије | /               |
| Ајкуле Шабац             | Шабац      | 2014.   | Арена лига Србије | /               |
| Форестландерс Младеновац | Младеновац | 2006.   | Арена лига Србије | /               |
| Бедеми Смедерево         | Смедерево  | 2005.   | Арена лига Србије | /               |
| Видре Бечеј              | Бечеј      | 2015.   | Арена лига Србије | /               |

#### Клубови који се не такмиче
| Клуб               | Место             | Основан |
| ------------------ | ----------------- | ------- |
| Сирмијум Легионари | Сремска Митровица | 2002.   |
| Голден Берси Бор   | Бор               | 2009.   |
| Вране Врање        | Врање             | 2015.   |

## Репрезентација
Репрезентација Србије у америчком фудбалу је тим који представља Србију на међународним такмичењима у америчком фудбалу. Основана је 2003. године, тренутно наступа у Б групи европског шампионата. Репрезентација Србије своју прву званичну међународну утакмицу одиграла је против репрезентације Словеније, 18. октобра 2005. године. Меч је одржан на стадиону ФК Обилића, а селектор је био Игор Хофман. Србија је победила резултатом 38:0 и освојила „Трофеј Београда“.
До сада је наступала на три Европска првенства. Први пут 2007. године у Аустрији заузела је четврто место на шампионату Групе Ц. Наредно првенство 2012. године у Аустрији и Швајцарској, Србија је освојила победом над домаћином Швајцарском. Тим успехом репрезентација је прешла у виши – Б ранг. На првенству Групе Б у Италији 2013, Србија је освојила пето место победивши Шпанију.

## Списак репрезентације
Екипа за утакмице Европског првенства против репрезентације Чешке Републике у октобру и репрезентације Француске у новембру 2019. године.

## Проблеми америчког фудбала у Србији
Сви клубови овог спорта у нашој земљи суочавају се са истим проблемима од самог почетка. Недостатак спонзора и финансијских средстава, неразумевање државних институција и институција на локалном нивоу, инфраструктурни проблеми, недовољна заступљеност у медијима су неки од разлога који коче развој овог спорта у Србији. Већина клубова је приморана да се сналази на разне начине да би уопште опстала. Иако се највећи број клубова ослања на сопствене снаге, на играче који су поникли у тим клубовима и који су прошли млађе категорије у истим, пар екипа са стабилнијом финансијском конструкцијом је у претходним годинама успевала да доведе стране играче, а и стручне сараднике сасвим солидног квалитета, који су у великој мери допринели већем квалитету лиге.